# Базиліка Святої Клари
Базиліка Святої Клари (італ. Basilica di Santa Chiara) — церква в Ассізі, центральній Італії. Присвячена святій Кларі Ассізькій, послідовниці святого Франциска Ассізького і засновниці Ордена Святої Клари, містить її мощі.

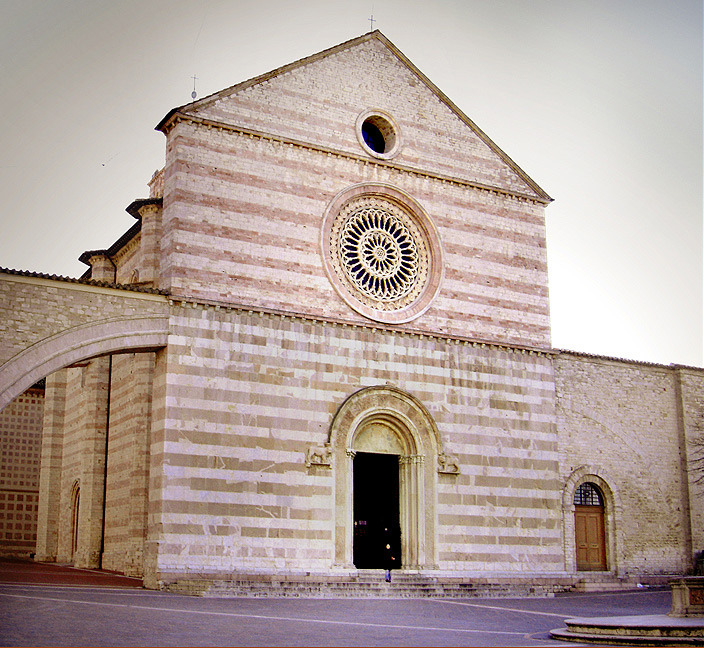
Фасад

Будівництво церкви почато під керівництвом Філіппо Кампелло — одного з провідних архітекторів того часу. 3 жовтня 1260 мощі святої Клари були перенесені з каплиці Сан-Джорджіо в базиліку Святої Клари, де вони були захоронені у вівтар нового храму.
Могила залишалася прихованою протягом шести століть — як і останки святого Франциска Ассізького — і після довгих пошуків була знайдена 23 вересня 1850 року. У тому ж році її розкрили і виявили, що хоч одяг і тіло зітліли до пилу, скелет зберігся у відмінному стані.
29 вересня 1872 року, кістки святої були перенесені з великими почестями архієпископом Pecci, потім папа Лев XIII захоронив їх у базиліку, де вони зараз і є. Свято святої Клари відзначається церквою 11 серпня. Також святкується дата першого перенесення мощей — 3 жовтня і дата віднаходження тіла — 23 вересня.
Також тут похована Свята Агнеса Ассізька.
| Церква (споруда) | Це незавершена стаття про церковну будівлю. Ви можете допомогти проєкту, виправивши або дописавши її. |

1. 1 2 3  dati.beniculturali.it — 2014.